# Caterina Renata de Austria

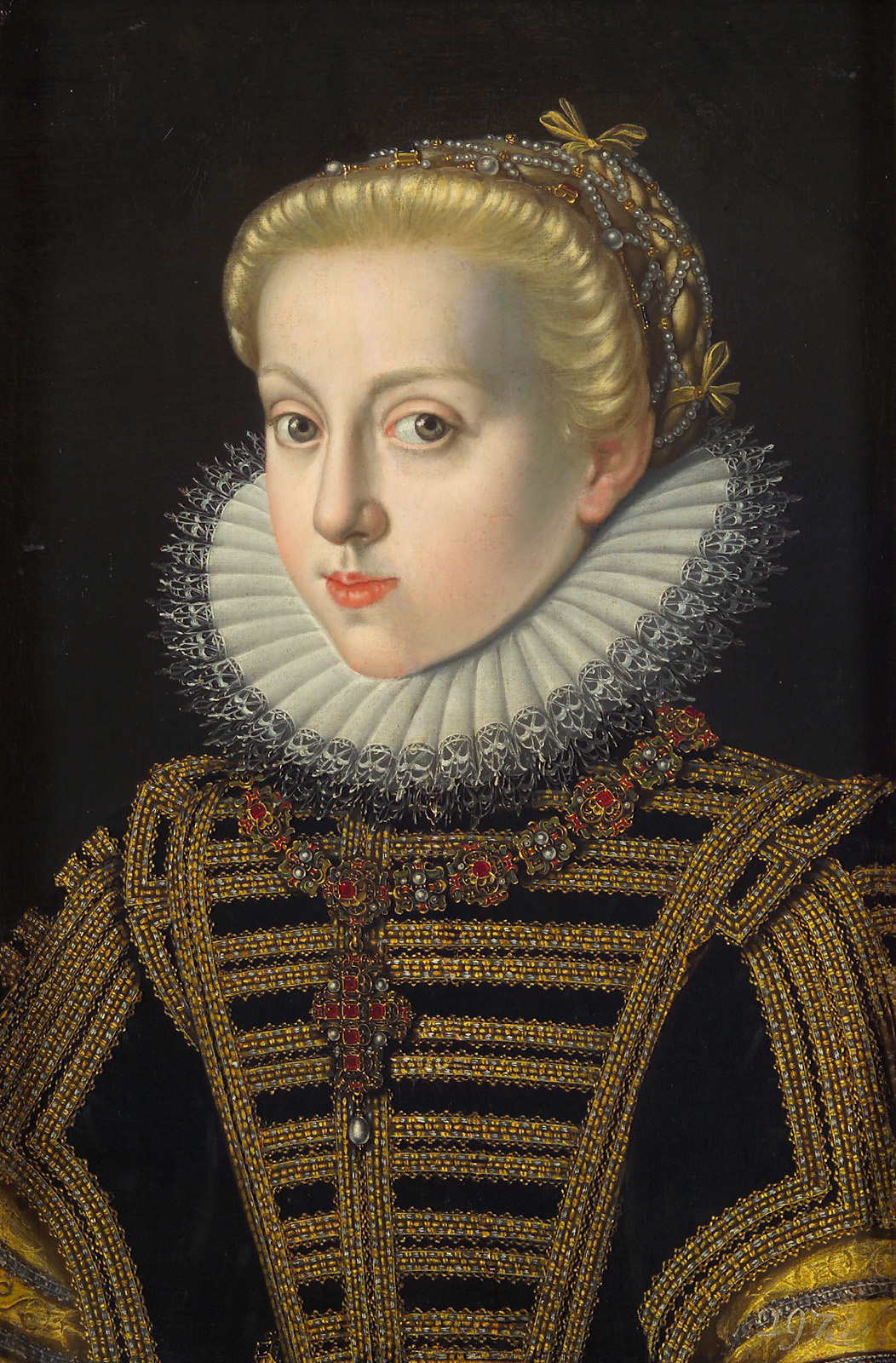
Portret al Arhiducesei Caterina Renata, de Jakob de Monte, ca. 1591.

Arhiducesa Caterina Renata de Austria (4 ianuarie 1576 - 29 iunie 1599) a fost membră a Casei de Habsburg.
Ea a fost fiica lui Carol al II-lea, Arhiduce de Austria (fiul împăratului Ferdinand I) și al Mariei Anna de Bavaria. Fratele ei mai mic, Arhiducele Ferdinand, i-a succedat tatălui lor ca Sfânt Împărat Roman în 1619.

## Biografie
Născută la Graz ca toți ceilalți frați ai ei, Caterina Renata a suferit de prognatism. Negocierile pentru o căsătorie între ea și  Ranuccio I Farnese, Duce de Parma s-au oprit când Caterina Renata a murit brusc la vârsta de 23 de ani. A fost înmormântată la mănăstirea Seckau.